# Lynne Thigpen
Cherlynne Theresa "Lynne" Thigpen (22 de diciembre de 1948 – 12 de marzo de 2003) fue una actriz estadounidense, más conocida por su rol como "La Jefa" en las diversas series de televisión de Carmen Sandiego en el período de 1991-1997.

## Primeros años
Nacida en Joliet, Illinois, Thigpen obtuvo un grado en enseñanza. Enseñó brevemente inglés en el instituto mientras estudiaba teatro y baile en la Universidad de Illinois.

## Carrera
Thigpen se trasladó a la Ciudad de Nueva York en 1971 para empezar su carrera como actriz. Tuvo una larga y extensa carrera en teatro, y apareció en numerosos musicales incluyendo Godspell, The Night That Made America Famous, The Magic Show, Working, Tintypes y An American Daughter (con el que ganó un Premio Tony por su interpretación de la Dra. Judith Kaufman en 1997). 

### Cine
Su primera actuación en un largometraje fue interpretando a Lynne en Godspell (1973), coprotagonizando con Victor Garber y David Haskell. Apareció notablemente como la omnisciente Radio DJ en The Warriors (1979), y como Leonna Barrett, la madre de un estudiante expulsado, en Lean on Me (1989), sobre el famoso director de secundaria estadounidense Joe Louis Clark. Tuvo un papel en Shaft: The Return (2000), con el actor Samuel L. Jackson, como Carla Howard, la madre de la víctima del asesinato. También interpretó a Ms. Majorie Bota, la segunda vocal del Congreso Mundial en Bicentennial Man (1999). Su última película fue Anger Management  (2003), protagonizada por Adam Sandler y Jack Nicholson (que se estrenó solo un mes después de su muerte y le rindió homenaje en los créditos finales).

### Televisión
Thigpen fue quizás más conocida por haber interpretado a Luna en la serie de televisión Bear en la gran casa azul; así como a "La Jefa" de la Agencia de Detectives ACME en PBS Kids, en el programa de concursos sobre geografía Where in the World Is Carmen Sandiego?, que mezclaba lo educativo con la comedia y, a veces, la interpretación musical. Siguió siendo "La Jefa" en el programa sucesor Where in Time is Carmen Sandiego?, ahora de ACME Net Time. A lo largo de su carrera también apareció en muchas otras series de televisión, más notablemente en el papel recurrente de Gracia Keefer dentro de la serie de ABC All My Children y, en un papel secundario, como Ella Mae Farmer, una analista de la delincuencia del departamento de policía de Washington D. C., en la serie policíaca de CBS The District. Apareció como estrella invitada en  episodios de Gimme a Break!, L.A. Law, Law & Order, The Days and Nights of Molly Dodd, Homicide: Life on the Street y Thirtysomething.

### Producciones de audio
Apareció en las parodias de radio de Garrison Keillor en el programa The American Radio Company of the Air. Su voz era oída en 20 libros de audio, principalmente en trabajos con temas de relevancia social.

## Muerte
Thigpen murió de una hemorragia cerebral el 12 de marzo de 2003, en su casa de Marina del Rey (California), tras haberse quejado de dolores de cabeza durante varios días. La autopsia descartó tanto las drogas como una intervención externa, y el informe forense atribuyó su muerte a una combinación de «disfunción cardíaca aguda, fallo sistémico no traumático y hemorragia intraventricular espontánea con hemorragia en el cerebro».
Thigpen fue enterrada en el cementerio de Elmhurst junto a sus padres en su ciudad natal de Joliet, Illinois.

### Respuesta y legado
Una vez muerta, la tercera temporada de The District rindió tributo a su personaje, Ella Mae Farmer.
La muerte de Thigpen también llevó a una pausa de cuatro años en el programa de televisión El Oso de la Casa Azul, y el proyecto de hacer una nueva versión de la película El oso fue retrasado. Dos años después de su muerte, la estrella de la serie Tara Mooney, que interpretaba a Shadow, declaró en una entrevista con Ray D'Arcy para Today FM: «En los corazones del equipo  estaba ella».
Después de su muerte Thigpen fue nominada a un Daytime Emmy por dar la voz a Luna la luna en El Oso de la Casa Azul, pero perdió contra Jeff Corwin.
Los amigos y familiares de Thigpen establecieron una fundación sin ánimo de lucro, The Lynne Thigpen - Bobo Lewis Foundation, para ayudar a las actrices y actores jóvenes a aprender cómo sobrevivir y tener éxito en el teatro de Nueva York y para guiar a la próxima generación de estrellas de Broadway.
Su última película, Ejecutivo agresivo (2003), estuvo dedicada a su memoria.
En su ciudad natal, la escuela Lynne Thigpen Elementary (Joliet, Illinois) fue nombrada en su honor.

## Filmografía

### Teatro
- Godspell: 1973
- The Night That Made America Famous: 1975
- The Magic Show: 1976
- Working
- But Never Jam Today 1979
- Tintypes: 1980-81
- Fences, de August Wilson: 1988
- Boesman and Lena, de Athol Fugard: 1992, Premio Obi
- A Month of Sundays
- An American Daughter, de Wendy Wasserstein: 1996-7 (Premio Tony 1997)
- Jar the Floor
- Playhouse Disney en vivo como Luna la Luna

### Radio
- A Prairie Home Companion

### Cine
- Godspell (1973)
- The Warriors (1979) (aparece como la locutora de radio, y solo se le ven los labios)
- Tootsie (1982)
- Calles de fuego (1984) (aparece como una ingeniera del metro, leyendo en la cola; mantiene un corto diálogo con el personaje principal)
- Las locuras de Hollywood (1986)
- Lean on Me (1989)
- Article 99 (1992)
- Bob Roberts (1992)
- The Paper (Detrás de la noticia) (1994)
- Blankman (1994)
- Just Cause (1995)
- Random Hearts (1999)
- The Insider (El dilema, El informante) (1999)
- Bicentennial Man (1999)
- Shaft: The Return (2000)
- Novocaine (Sonrisa peligrosa, La seducción) (2001)
- Anger Management (2003) – papel póstumo

### Televisión
- Hallmark Hall of Fame: The Boys Next Door, como Señora Tracy
- Where in the World is Carmen Sandiego?, como La Jefa
- Where in Time is Carmen Sandiego?, como La Jefa
- Sesame Street, como Oficial de entrenamiento de Worm Air y Agencia Espacial (WASA)
- The District, como la directora de administración de Jack Mannion, Ella Farmer
- All My Children, como la enfermera Grace Keefer, tía de Noah (interpretada por Keith Hamilton Cobb)
- Thirtysomething
- L.A. Law
- Law & Order, como la jueza Ida Boucher
- Bear en la gran casa azul, como Luna
- Frank's Place, como Madame Torchet, la "buena" mujer vudú que ayuda a Frank a desalojar a una "mala" inquilina, interpretada por Rosalind Cash, en el episodio ""Dueling Voodoo"
- King of the Hill, como jueza
- Roseanne, como Dra. Brice
- The Cosby Show
- Homicide: Life on the Street, como Regina Wilson
- Gimme a Break!, como Loretta Harper

### Software
- Where in the World is Carmen Sandiego?, como La Jefa
- Where in the U.S.A. is Carmen Sandiego?, como La Jefa
- Where in Time is Carmen Sandiego?, como La Jefa
- El Oso de la Casa Azul: El sentido de la aventura del oso, como Luna la luna

### Voz
- America's War on Poverty, PBS
- All God's Children Need Traveling Shoes, por Maya Angelou
- Reading Rainbow
- The Autobiography of Miss Jane Pittman, por Ernest J. Gaines
- Bear en la gran casa azul, como Luna
- The Bluest Eye, por Toni Morrison
- The House of Dies Drear, por Virginia Hamilton
- Jazz, por Toni Morrison
- Uno mejor, por Rosalyn McMillan
- Parable of the Sower, por Octavia E. Butler
- Paradise, por Toni Morrison
- People of the Century, por editores de la revista Time
- Roll of Thunder, Hear My Cry, por Mildred D. Taylor
- Song of Solomon, por Toni Morrison
- Sula, por Toni Morrison
- Tar Baby, por Toni Morrison
- Sus ojos miraban a Dios, por Zora Neale Hurston
- The Trials of Nikki Hill, por Christopher Darden y Dick Lochte
- Zeely, por Virginia Hamilton
- The Women of Brewster Place, por Gloria Naylor
- 2000X: Tales of the Next Millennia, colección de ciencia ficción
- The Street, por Ann Petry

## Premios, nominaciones y honores

### Premios
- 1992 - Premio Obie – Boesman and Lena
- 1997 - Premio Tony a la mejor actriz de reparto en una obra de teatro – An American Daughter
- 2000 - Premio Obie – Jar the Floor

### Nominaciones
- 1987 - Premio de la Asociación de Críticos de Teatro de Los Ángeles –  Fences
- 1994, 1995, 1996 - Premio Daytime Emmy por artista destacado en una serie para niños -  Where in the World Is Carmen Sandiego?
- 1996 - NAACP Image Award por Informativo Juvenil o Serie para niños / Especial – Where in the World Is Carmen Sandiego?
- 1997 - NAACP Image Award por Mejor actriz en una serie dramática diurna – All My Children
- 1997, 1998 - Premio Daytime Emmy por artista destacado en una serie para niños - Where in Time Is Carmen Sandiego?
- 2000 - Premios Audio File - Voces de Oro del Año
- 2004 - Premio Daytime Emmy por artista destacado en una serie para niños – El Oso de la Casa Azul (nominada póstumamente)

### Honores
- Escuela Lynne Thigpen Elementary, Joliet, Illinois[4]